# Elisabeth Sobotka

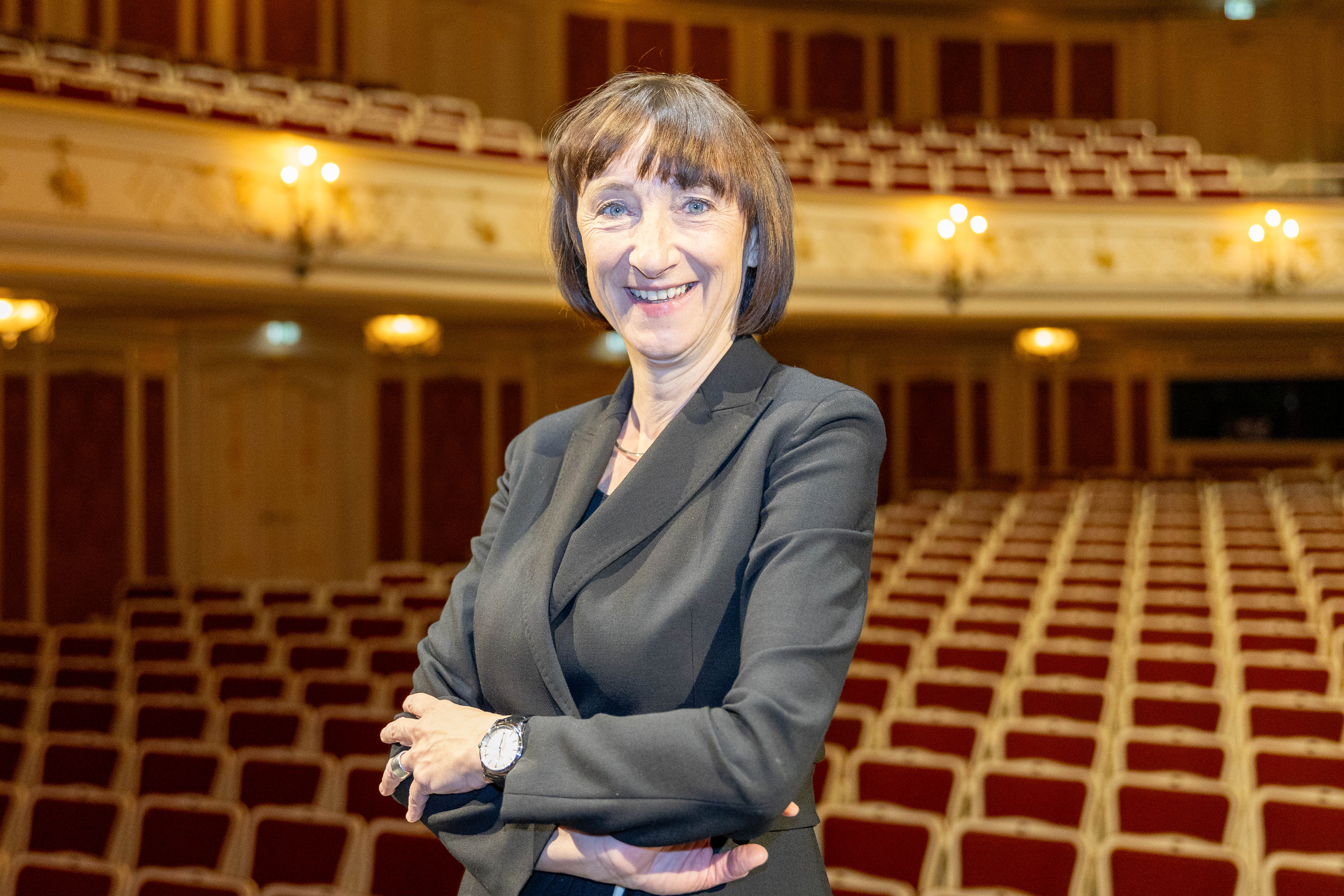
Elisabeth Sobotka (2024)

Elisabeth Sobotka (geboren am 7. Oktober 1965 in Wien) ist eine österreichische Opernintendantin. Sie ist seit Beginn der Spielzeit 2024/25 Intendantin der Berliner Staatsoper Unter den Linden. 

## Leben
Elisabeth Sobotka studierte an der Universität Wien Musikwissenschaft und diplomierte 1990 mit einer Arbeit über den Dirigenten Franco Faccio. Anschließend arbeitete sie in den künstlerischen Betriebsbüros der Salzburger Festspiele und Jeunesses Musicales Österreich in Wien. Louwrens Langevoort holte sie 1992 nach Leipzig, wo sie zweieinhalb Jahre mit Udo Zimmermann zusammenarbeitete. Ab 1994 war sie acht Jahre lang Chefdisponentin der Wiener Staatsoper. Im Herbst 2002 wurde sie von Daniel Barenboim und Peter Mussbach als Operndirektorin der Berliner Staatsoper Unter den Linden engagiert.
Von 2009 bis 2014 war Elisabeth Sobotka Intendantin der Grazer Oper. Ihre Intendanz wurde allgemein als sehr erfolgreich angesehen, da sie nicht nur aufstrebende Sänger und Dirigenten verpflichten konnte, sondern auch eine Reihe namhafter Regisseure, wie Johannes Erath und Stefan Herheim, der in Graz Carmen, Rusalka, Manon Lescaut und Serse inszenierte. Erath erarbeitete während Sobotkas Intendanz unter anderem einen Lohengrin sowie eine Inszenierung der Korngold-Oper Die tote Stadt. Die meisten Erath- und Herheim-Inszenierungen ihrer Intendanz wurden auch an einer Reihe weiterer Opernhäuser gezeigt.
Am 1. Jänner 2015 trat sie die Nachfolge von David Pountney als künstlerische Leiterin der Bregenzer Festspiele an. In ihrem ersten Jahr als Bregenzer Intendantin präsentierte sie Turandot als Spiel am See und Les Contes d'Hoffmann als große Festspieloper im Festspielhaus. Es inszenierten Marco Arturo Marelli und Stefan Herheim, es dirigierten Paolo Carignani und Johannes Debus. Ende 2019 wurde ihr Vertrag bis September 2024 verlängert. Nach dem Ende ihres Vertrags wechselte Elisabeth Sobotka im Herbst 2024 als Intendantin der Staatsoper Unter den Linden nach Berlin, wo sie Matthias Schulz nachfolgte. Im Dezember 2022 wurde bekanntgegeben, dass ihr als Leiterin der Bregenzer Festspiele Lilli Paasikivi nachfolgen soll.
Elisabeth Sobotka ist Mitglied des Leitenden Ausschusses des Executive Master in Arts Administration (EMAA) der Universität Zürich. Bis Februar 2023 war sie außerdem stellvertretende Vorsitzende des Universitätsrats der Universität Mozarteum Salzburg.